# Szappanfafélék
A szappanfafélék (Sapindaceae) a valódi kétszikűek (Eudicots) Eurosids II kládjába sorolt szappanfavirágúak (Sapindales) rendjének névadó növénycsaládja.

## Elterjedésük
A fajok nagy többsége trópusi vagy szubtrópusi éghajlaton él, leginkább Amerikában. A Magyarországon is őshonos vadgesztenye és juharfajok mellett meghonosodott a Kínából betelepített bugás csörgőfa (Koelreuteria paniculata).

## Rokonságuk, megjelenésük, felépítésük
Szinte minden szerző szoros rokonsági kapcsolatot tételez fel a szappanfafélék és a rutafélék (Rutaceae) között. Mindkét család virágai ötkörösek, öt- vagy négytagúak, gyakran zigomorfak. Felső állású magházuk több termőlevélből áll. Bogas virágzatba összeálló, gyakran egylaki virágaikban gyakoriak a diszkusz képződmények, de míg a rutavirágúak diszkusza porzótájon belüli (intrasztaminális), a szappanfaféléké jellemzően porzótájon kívüli (extrasztaminális). A rutaféléktől eltérően a szappanfafélék leveleikben nincsenek kiválasztó- vagy váladéktartó sejtek, illetve edények. Legtöbbjük allantoinsavakat, cseranyagokat, illetve a triterpénszaponinokat termel.
Szórtan álló leveleik lehetnek egyszerűek vagy összetettek; pálhalevelük nincs.

## Életmódjuk
Fák, illetve kacsokkal kapaszkodó liánnövények.

## Rendszertani felosztásuk
A család mintegy kétezer faját hozzávetőleg 150 nemzetségbe sorolják:
| - Acer – juhar - Aesculus – vadgesztenye - Alectryon - Allophylus - Allosanthus - Amesiodendron - Aporrhiza - Arfeuillea - Arytera - Atalaya - Athyana - Averrhoidium - Beguea - Billia - Bizonula - Blighia - Blighiopsis - Blomia - Bohlenia † - Bridgesia - Camptolepis - Cardiospermum - Castanospora - Chonopetalum - Chouxia - Chytranthus - Conchopetalum - Cossinia - Cubilia - Cupania - Cupaniopsis - Deinbollia - Delavaya - Diatenopteryx - Dictyoneura - Dilodendron - Dimocarpus - Diploglottis - Diplokelepa - Diplopeltis - Dipteronia – bálványjuhar, szárnyasjuhar - Distichostemon - Dodonaea - Doratoxylon - Elattostachys - Eriocoelum - Erythrophysa | - Euchorium - Euphorianthus - Eurycorymbus - Exothea - Filicium - Ganophyllum - Glenniea - Gloeocarpus - Gongrodiscus - Gongrospermum - Guindilia - Guioa - Handeliodendron - Haplocoelum - Harpullia - Hippobromus - Hornea - Houssayanthus - Hypelate - Hypseloderma - Jagera - Koelreuteria – csörgőfa - Laccodiscus - Lecaniodiscus - Lepiderema - Lepidopetalum - Lepisanthes - Litchi - Llagunoa - Lophostigma - Loxodiscus - Lychnodiscus - Macphersonia - Magonia - Majidea - Matayba - Melicoccus - Mischocarpus - Molinaea - Neotina - Nephelium - Otonephelium - Pancovia - Pappea - Paranephelium - Paullinia | - Pavieasia - Pentascyphus - Phyllotrichum - Placodiscus - Plagioscyphus - Podonephelium - Pometia - Porocystis - Pseudima - Pseudopancovia - Pseudopteris - Radlkofera - Rhysotoechia - Sapindus – szappanfa - Sarcopteryx - Sarcotoechia - Schleichera - Scyphonychium - Serjania - Sinoradlkofera - Sisyrolepis - Smelophyllum - Stadmania - Stocksia - Storthocalyx - Synima - Talisia - Thinouia - Thouinia - Thouinidium - Tina - Tinopsis - Toechima - Toulicia - Trigonachras - Tripterodendron - Tristira - Tristiropsis - Tsingya - Ungnadia - Urvillea - Vouarana - Xanthoceras – szarvfa - Xeropspermum - Zanha - Zollingeria |

## Felhasználásuk
Több fajukat szép virágáért dísznövénynek ültetik, mások magvából olajat sajtolnak.
Gazdaságilag leginkább a trópusi gyümölcsfák jelentősek, így például:
- licsi (Litchi sinensis),
- rambután (Nephelium lappaceum)
- akiszilva (Blighia sapida)
- mézbogyó (szopóka, Meliococcus bijugatus).

A bugás csörgőfa magvaiból a katolikusok régebben rózsafüzért készítettek.
A guarana (Paullinia cupana) termésének koffeintartalma 3–8%. A kávéhoz hasonló, élénkítő hatása miatt a dél-amerikai indiánok évszázadok óta fogyasztják.
A szappanfa (Sapindus) nemzetség fajainak magvai sok szaponint tartalmaznak, ezért mosószert készítenek belőlük.